# Kamoamoa
Vous lisez un « bon article » labellisé en 2011.
Ne pas confondre avec le Puʻu Kamoamoa ou avec la portion du rivage hawaïen également appelée Kamoamoa.
Le Kamoamoa est un ensemble de fissures volcaniques nées le 5 mars 2011 sur les flancs du Kīlauea, à Hawaï, aux États-Unis. Leur ouverture entre le Puʻu ʻŌʻō à l'est et le Nāpau à l'ouest fait suite à une soudaine baisse du niveau des lacs de lave dans les cratères du Puʻu ʻŌʻō et du Halemaʻumaʻu, ainsi qu'à une augmentation de l'activité sismique avoisinante, notamment des trémors. De la lave en jaillit pendant cinq jours et forme une coulée qui progresse d'environ deux kilomètres. À la suite de cette éruption, un incendie se déclare dans la forêt traversée.

## Toponymie
Le toponyme de la fissure volcanique est le même que celui de la région qui s'étend à l'est du cratère Nāpau où elle s'est ouverte,. Le Kamoamoa ne se présentant pas sous la forme d'un unique cône volcanique, il n'est pas précédé du terme hawaïen Puʻu, qui signifie « colline », contrairement au Puʻu Kamoamoa, un ancien cône situé juste au nord-est de la fissure mais recouvert par le Puʻu ʻŌʻō depuis sa formation en 1983.

## Géographie
Le Kamoamoa est situé aux États-Unis, dans le sud-est de l'archipel et de l'île d'Hawaï. Administrativement, il se trouve dans le district de Puna, partie du comté d'Hawaï, dans l'État d'Hawaï. Il est intégralement situé au sein du parc national des volcans d'Hawaï.
Le Kamoamoa se présente sous la forme de petits cônes volcaniques alignés le long d'un ensemble de fissures de 2,3 kilomètres de longueur s'étirant au sud-est de la caldeira du Kīlauea, entre deux cratères, le Nāpau au sud-sud-ouest et le Puʻu ʻŌʻō au nord-nord-est,. De ces fissures a été émise une coulée de lave ʻaʻā de 2,9 kilomètres de longueur et de quatre mètres d'épaisseur en direction du sud-est.

## Histoire

### Prémices de l'éruption

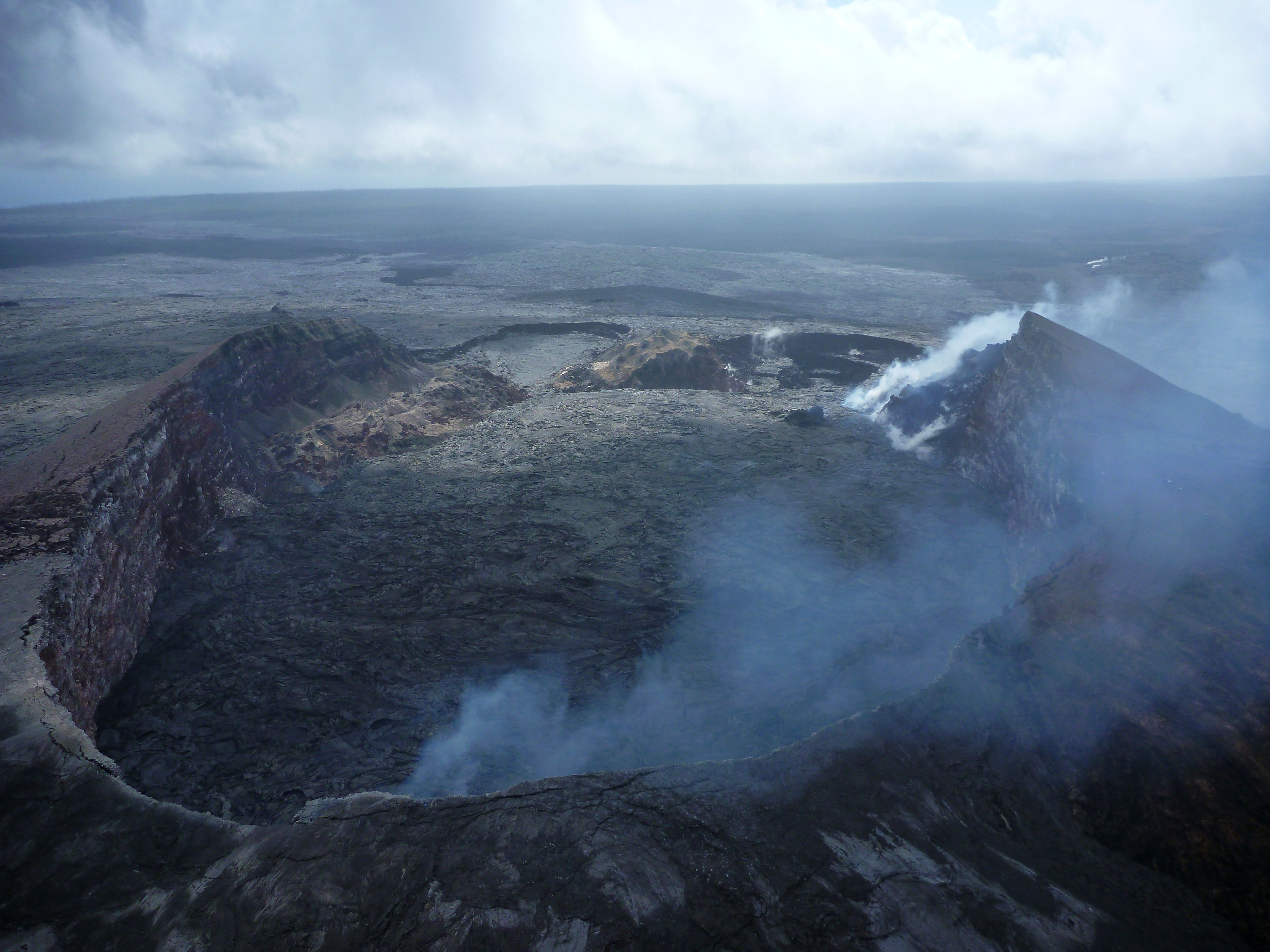
Vue aérienne du Puʻu ʻŌʻō quelques jours avant l'effondrement du fond de son cratère ; le lieu de l'ouverture des fissures du Kamoamoa est situé sur la droite de l'image.

L'ouverture des fissures du Kamoamoa est précédée d'une modification du style éruptif du Kīlauea,. Du 1er au 4 mars 2011, des séismes sont détectés à l'aplomb du rift est à proximité de la caldeira sommitale. Ils sont suivis le lendemain d'un trémor et d'un dégonflement du volcan de plus de 150 microradians au niveau du Puʻu ʻŌʻō à partir de 13 h 42 heure locale, puis un autre dégonflement apparaît sous la caldeira à partir de 14 h,. Dans les deux cratères du Halemaʻumaʻu situé dans la caldeira et du Puʻu ʻŌʻō sur le rift est, le niveau des lacs de lave diminue rapidement et de plusieurs dizaines de mètres,. Celui du Puʻu ʻŌʻō perd ainsi au minimum 115 mètres entre 14 h 16 et 14 h 21 et poursuit son mouvement à 16 h 26 tandis que celui du Halemaʻumaʻu diminue d'environ 200 mètres entre le 5 et le 7 mars. Cette baisse rapide du niveau des lacs entraîne une instabilité des parois des cratères,. Celles du nord-est et de l'est du Puʻu ʻŌʻō s'effondrent à l'intérieur du cratère le 5 mars à 14 h 45 en produisant un panache de cendres et des chutes de rochers sont observées dans le cratère du Halemaʻumaʻu, elles aussi à l'origine de l'émission d'un panache volcanique les 7 et 8 mars,.

### Naissance et formation

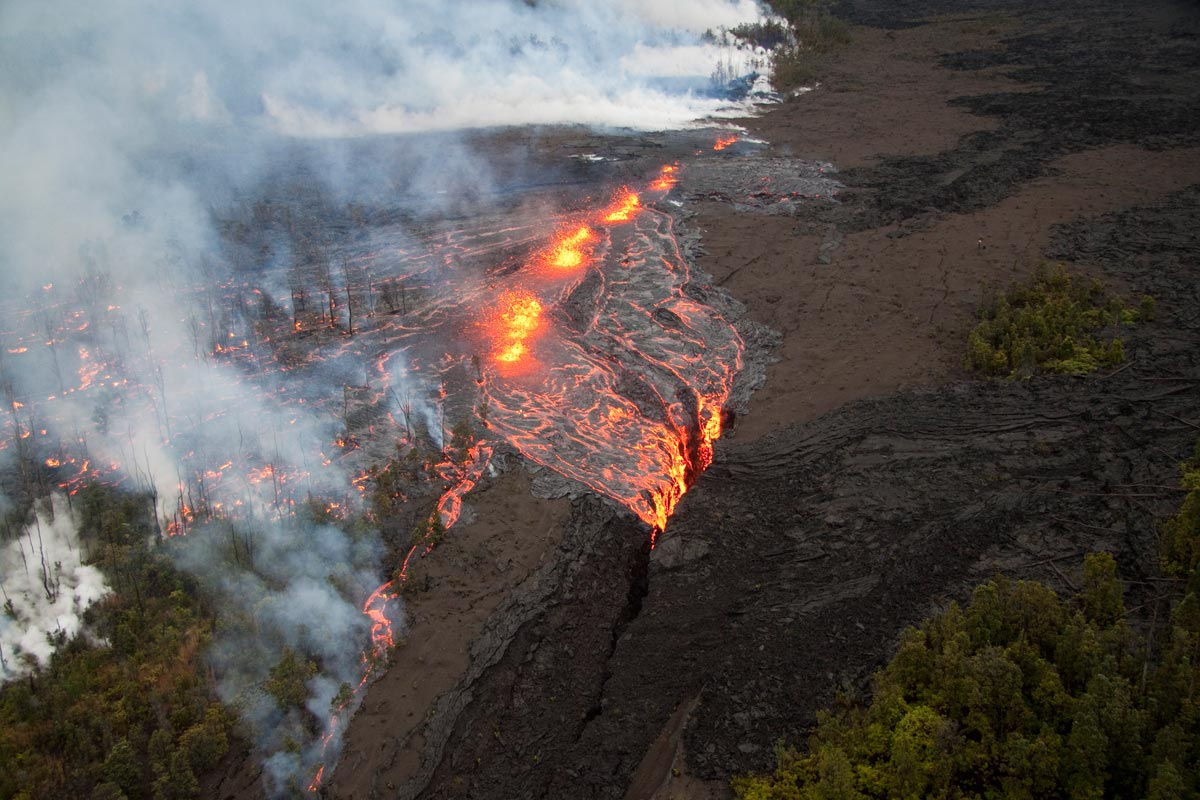
Vue aérienne du Kamoamoa en éruption le 6 mars 2011 : au premier plan la lave s'engouffre dans une ancienne fissure.

En même temps que le niveau des lacs de lave commence à diminuer, un nouvel essaim sismique est détecté sous les cratères Makaopuhi et Nāpau et un ensemble de fissures volcaniques, le Kamoamoa, s'ouvre à 17 h 15 sur 2,3 kilomètres de longueur au sud-sud-ouest du Puʻu ʻŌʻō, entre celui-ci et le Nāpau. Ces fissures émettent immédiatement de la lave à un débit de 2,5 × 106 m3 par jour, formant de petits cônes de 25 mètres de hauteur et des coulées de lave qui détruisent la végétation environnante,. Ces coulées de lave parcourent peu de distance puisqu'elles sont immédiatement captées par un ensemble d'autres fissures parallèles dans lesquelles elles s'engouffrent. Entre 21 h 55 et le lendemain matin, le Kamoamoa n'émet plus de lave et ses cônes volcaniques atteignent quarante mètres de hauteur. Le 6 mars, les premières fissures recommencent à cracher de la lave et de nouvelles s'ouvrent en rejetant plus de gaz volcaniques que de lave. Ce jour-là, les émissions de dioxyde de soufre atteignent un débit de 10 000 tonnes par jour, dépassant le précédent record de juillet 2008 avec 7 000 tonnes par jour. Parmi les premières fissures, celles situées à l'extrémité ouest sont les plus actives avec la formation de cônes volcaniques dépassant les trente mètres de hauteur. De ces cônes jaillissent des fontaines de lave qui donnent naissance à autant de petites coulées ; elles finissent par se rejoindre pour n'en former qu'une seule se dirigeant vers le sud-est,. En revanche, celles qui s'épanchaient le long du littoral pacifique perdent en débit le 6 pour se tarir complètement le lendemain.
Le 8 mars, le Kamoamoa est toujours actif et ses fissures continuent de recracher de la lave qui alimente la coulée de type ʻaʻā. Cette dernière progresse dans la forêt en brulant la végétation. Le 9 mars, les fissures orientales se tarissent mais rejettent encore des gaz volcaniques sous la forme d'un panache tandis que la coulée émise depuis les fissures ouest a parcouru 2,9 kilomètres au bout de trente heures d'éruption. Le 10 mars, la lave n'est plus émise du Kamoamoa mais des panaches volcaniques sortent des fissures et le trémor redescend à un niveau comparable à celui qui existait avant l'éruption.

### Conséquences

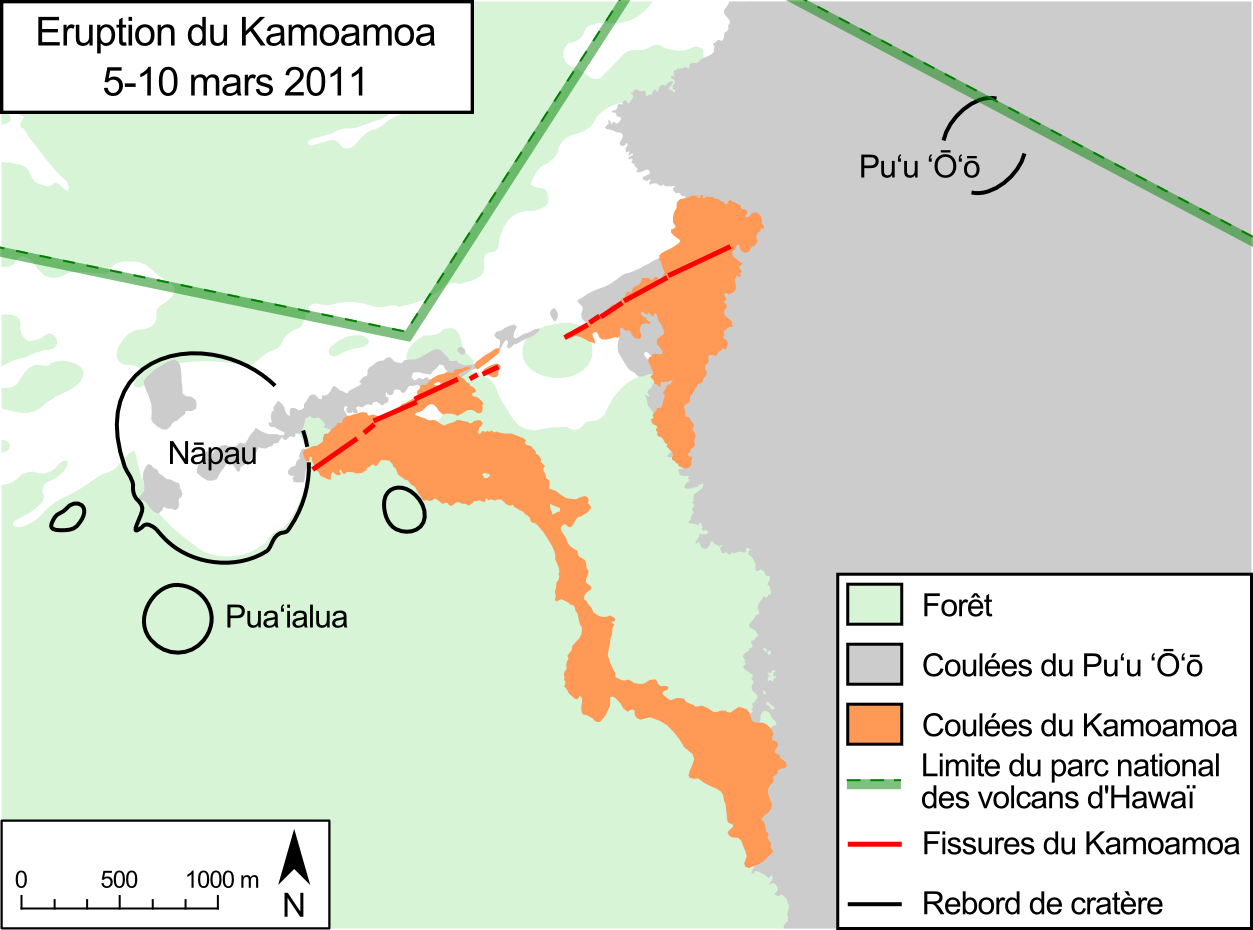
Carte des fissures (traits rouges) et des coulées (en orange) du Kamoamoa.

Dès le début de l'éruption, la zone est interdite d'accès aux randonneurs, la Chain of Craters Road est fermée à la circulation et les secours sont mobilisés. Ces restrictions et ces moyens demeurent en vigueur malgré la fin de l'éruption en raison d'un feu de broussailles déclenché et entretenu par la chaleur de la lave,. Cet incendie progresse dans la forêt d'Ohia, déjà détruite deux fois par le feu lors de précédentes éruptions, et a consumé plus de 740 hectares de végétation le 19 mars et 840 le 25 mars. Face à l'avancée du feu, les pompiers hawaïens sont secondés par du personnel du Whiskeytown-Shasta-Trinity National Recreation Area de Californie et du parc national des volcans d'Hawaï. Ils parviennent ainsi maintenir sous contrôle l'incendie le 27 mars, notamment grâce à la pluie tombée dans les derniers jours.